# Rua de Nove de Julho
A Rua de Nove de Julho é um arruamento na freguesia de Cedofeita da cidade do Porto, em Portugal.

## História
A rua atual segue, provavelmente, o traçado da estrada romana Via Vetera. O arruamento medieval faz parte do Caminho de Santiago que, desde o século IX, leva os peregrinos portugueses até Santiago de Compostela.
Em 9 de julho de 1832 foi por esta rua que entrou na cidade o chamado Exército Libertador, chefiado por D. Pedro recém-desembarcado na praia de Pampelido. Após um breve período em que foi designada por rua da Liberdade, o nome atual foi-lhe dado em 1835.